# Richard Bright (színművész)
Richard Bright, teljes születési nevén Richard James Bright (Brooklyn, New York, 1937. június 28. – Manhattan, New York, 2006. február 18.), amerikai színész. Nemzetközi hírnevét Al Neri alakításával szerezte meg, Francis Ford Coppola A Keresztapa c. maffia-trilógiájában, amelynek mindhárom filmjében szerepelt.

## Élete

### Származása, tanulmányai
Brooklynban született, Ernest Bright hajóács és Matilda Scott fiaként. Négyen voltak fivérek, keresztneveiket Anglia királyairól kapták, Richardot Oroszlánszívű Richárd után nevezték el.

### Színészi pályája
Első filmszerepét, ahol neve szerepelt a színlapon, 18 éves korában, 1959-ben kapta, Robert Wise rendező bűnügyi thrillerjében, az Odds Against Tomorrow-ban.
1966-ban San Franciscóban Billy, a Kölyök szerepét játszotta Michael McClure The Beard („A szakáll”) című színdarabjában, a Jeant alakító női főszereplővel, Billie Dixon színésznővel együtt.  Az igen szabadszájú előadást a rendőrség megfigyelés alá vonta, és a harmadik előadás után Brightot és Dixont letartóztatták. Eljárást indítottak ellenük, a büntető törvénykönyv 647(a) cikkelyében foglalt „trágár beszéd”, „csoportosan elkövetett erkölcstelen viselkedés”  és „nyilvánosan végzett szexuális tevékenység” vádjával. Védelmüket az 1920-ban alakult American Civil Liberties Union (ACLU) civil polgárjogi szervezet látta el. A védelem az amerikai alkotmány első módosítására hivatkozott, amely mindenki számára biztosítja a szólás szabadságát. Tizenkét hónappal később a darabot ismét előadták Berkeley-ben, a Florence Schwimley Little Theatre színpadán. A nézőtéren az ACLU által toborzott szakértők, politikai aktivisták, akadémikusok, írók, a klérus meghívott tagjai, továbbá a berkeley-i rendőrség és a kerületi ügyészség képviselői ültek. Az előadás után Berkeley városa is panaszt nyújtott be a rendező és a szereplők ellen, „erkölcstelen viselkedésre buzdítás” miatt. Hosszú bírósági huzavona után a San Franciscó-i Legfelső Bíróság ejtette a vádakat.
1972-ben Francis Ford Coppola Bright-ot választotta Al Neri szerepére A Keresztapa című maffiózó-filmjéhez, amely Mario Puzo regényéből készült. A film világsikere Bright-nak is meghozta a nemzetközi ismertséget. A jéghideg pillantású, könyörtelenséget sugárzó testőr–bérgyilkos karaktert Coppola a Keresztapa folytatásában is Bright-ra osztotta (1974).
Bright jó barátságban állt Sam Peckinpah filmrendezővel. Az ő néhány filmjében is szerepelt: A szökés (1972); Pat Garrett és Billy, a kölyök (1973); Hozzátok el nekem Alfredo Garcia fejét! (1974) címűekben. Komikus szerepben tűnt fel az 1979-es a Hair c. zenés filmben, ő játszotta azt az amerikai őrmestert, akit Beverly D’Angelo leitat és elszedi az egyenruháját.
Az 1970-es, 1980-as években Bright számos bűnügyi és kalandfilmben kapott szerepet, legtöbbször a Nerihez hasonló keménykötésű gyilkosokat, testőröket, rendőröket, kemény fiúkat alakított. Ezt a karaktertípust ötvenes életéveiben is hitelesen alakította, a Gengszterek földje Adam Richetti-jeként (1987), a Vörös zsaru Gallagher őrmestereként (1988), és a Szirénázó halál McClosky nyomozójaként (1990). 1990-ben újra Al Nerit játszotta A Keresztapa III. részében. Az 1990-es években további rendőröket, gengsztereket játszott, hangját adta videojátékokhoz, animációs filmekhez. A 2000-es évek első felében is aktívan dolgozott, utolsó filmjét, a Day on Fire című kanadai politikai thrillert 2005-ben forgatta. Pályáját tragikus utcai balesetben bekövetkezett halála törte meg (2006).

### Magánélete
Első felesége Elisa Theresa Granese volt, akit Bright 1956-ban vett feleségül, egy gyermekük született, 1960-ban elváltak. 1967-ben Bright újra nősült, Sue Douglas Wallace-t vette feleségül, 1976-ban elváltak. Harmadik házasságát 1977-ben kötötte Rutanya Alda Skrastiņa (*1942) lett származású amerikai színésznővel. Egy közös fiuk született, Jeremy Bright (*1988), aki később szintén színészi pályára lépett.

### Halála
A Video Hound Movie Guide nevű média-kiadvány 1986-ban leközölte Bright halálhírét, de ez téves értesülésnek bizonyult, a szerkesztőséget helyreigazításra kötelezték.
Bright 2006. február 18-án Manhattanben, az Upper West Side környékén halálos közlekedési balesetben vesztette életét. Gyalogosan állt vagy haladt a járda szélén, amikor egy mellette elhaladó autóbusz elsodorta. Olyan súlyosan megsérült, hogy a kórházba szállítás közben meghalt. A buszvezető észre sem vette az incidenst, tovább hajtott, a rendőrök a végállomáson vonták kérdőre. Vizsgálat indult, de bírósági eljárás nem lett az ügyből, a buszvezető jogosítványát átmenetileg bevonták.

## Főbb filmszerepei
- 1959: Odds Against Tomorrow; Coco
- 1959: Sea Hunt, tévésorozat; pribék
- 1969: Lions Love; Billy, a Kölyök
- 1971: Pánik a Tű parkban (The Panic in Needle Park); Hank
- 1971: A Death of Innocence; Jimmy Retko
- 1972: A Keresztapa (The Godfather); Al Neri
- 1972: A szökés (The Getaway); a tolvaj
- 1973: Pat Garrett és Billy, a kölyök (Pat Garrett & Billy the Kid); Holly
- 1974: Sugarlandi hajtóvadászat (The Sugarland Express); Marvin Dybala
- 1974: Hozzátok el nekem Alfredo Garcia fejét! (Bring Me the Head of Alfredo Garcia); bártulajdonos
- 1974: A Keresztapa II. (The Godfather: Part II); Al Neri
- 1976: Maraton életre-halálra (Marathon Man); Karl
- 1977: Nappalok és éjszakák (Looking for Mr. Goodbar); George
- 1977: The Godfather: A Novel for Television; tévésorozat; Al Neri
- 1978: Az udvaron (On the Yard); Nunn
- 1979: Most és mindörökké (From Here to Eternity), tévé-minisorozat; Doehm őrmester
- 1979: Hair; Fenton őrmester
- 1980: A sztárcsináló (The Idolmaker); Tony bácsi
- 1982: Girls Nite Out; Greenspan nyomozó
- 1983: Két fél egy egész (Two of a Kind); Stuart uzsorás
- 1984: Volt egyszer egy Amerika (Once Upon a Time in America); Chicken Joe
- 1985: Bűnözési hullám (Crimewave); Brennan rendőrtiszt
- 1985: Szállj el messze (Inferno in diretta), Bob Allo
- 1985: Cagney és Lacey (Cagney & Lacey), tévésorozat; Tommy Van Dusen
- 1986: Külvárosi Körzet (Hill Street Blues); Stubby
- 1986: Kamaszkorom története (Brighton Beach Memoirs); Recruiting Sergeant
- 1987: Gengszterek földje (The Verne Miller Story); Adam Richetti
- 1988: Vörös zsaru (Red Heat); Gallagher őrmester
- 1990: Szirénázó halál (The Ambulance); Jerry McClosky detektív
- 1990: A Keresztapa III.  (The Godfather: Part III); Al Neri
- 1991: Dowling atya nyomoz (Father Dowling Mysteries), tévésorozat; Jimmy C.
- 1987–1992: Jake meg a dagi (Jake and the Fatman), tévésorozat; Marty Stein
- 1992: A politika színpadán (Teamster Boss: The Jackie Presser Story); The Bomber
- 1994: Én és a maffia (Who Do I Gotta Kill?); Belcher
- 1995: Blue Funk; apa
- 1995: Édes kis semmiség (Sweet Nothing); Jack, a zsaru
- 1996: Gyönyörű lányok (Beautiful Girls); Dick Conway
- 1996: Manhattanre leszáll az éj (Night Falls on Manhattan); rendőrhadnagy
- 1998: A maffia tanúja (Witness to the Mob), tévéfilm; Joe Paruta
- 1998: Fiatal és kegyetlen (Jaded); Zack Brown
- 1999: Tudni akarom, ki vagy (Getting to Know You); idősebb férfi
- 1999: Harmadik műszak (Third Watch), tévésorozat; Alchy Joe / részeg ember
- 1997–2003: Oz, tévésorozat; Robert Stransky detektív
- 2001: Óvakodj a gazditól! (Dead Dog); Cunningham
- 2002: Maffiózók (The Sopranos), tévésorozat; Frank Crisci
- 1992–2002: Esküdt ellenségek (Law & Order), tévésorozat; Dru Hunt / rendőrkapitány / Mr. Quinn / …
- 2001–2005: Esküdt ellenségek: Bűnös szándék (Law & Order: Criminal Intent), tévésorozat; Frank Lowell
- 2005: Esküdt ellenségek: Különleges ügyosztály (Law & Order: Special Victims Unit), tévésorozat; Robert Sawyer